# Arhopala andamanica
Arhopala andamanica är en fjärilsart som beskrevs av Wood-mason och De Nicéville 1881. Arhopala andamanica ingår i släktet Arhopala och familjen juvelvingar. Inga underarter finns listade i Catalogue of Life.